# Селеукија
Селеукија, позната и као Селеукија-на-Тигру  или Селеукија на Тигру, била је главни месопотамијски град царства Селеукида, Парта и Сасанида. Стајала је на западној обали реке Тигар насупрот Ктесифона, унутар данашње покрајине Багдад у Ираку.

## Име
Селеукија (грчки: Σελευκεια, Селеукеиа) је добила име по Селеуку I Никатору, који је постојеће насеље повећао и начинио престоницом свога царства око 305. године пре нове ере. Био је највећи и најважнији од многих градова који је носио његово име, али се од имена његове реке понекад разликује као Селеукија-на-Тигру или Селеукија на Тигру (латински: Seleucia ad Tigridem).
Текстови са синода Цркве Истока називали су тај град Салик (сиријски: ܣܠܝܩ)  или неки пут Махозе (Сиријски: ܡܚܘܙܐ) када су говорили о метрополи Селеукија-Ктесифон.
Сасаниди су источни град назвали Вех Ардашир (персијски: ویهاردشیر), Арапи су га звали Бахурасир.

## Историја

### Селеукидскo царство
Селеукија је, као таква, основана око 305. године пре нове ере, када је ранији град проширен и посвећен као први главни град царства Селеукида од стране Селеука I Никатора. Селеук је био један од Дијадоха и наследника Александра Великог који су, након Александрове смрти, његово царство поделили између себе. Иако је Селеук убрзо преселио своју главну престоницу у Антиохију, на северу Сирије, Селеукија је постала важно средишта трговине, хеленистичке културе и регионалне владе под Селеукидима. Град су насељавали Грци, Сиријци и Јевреји. Да бих његов главни град постао метропола, Селеук је сам приморао скоро све становнике Вавилона, осим локалних свештеника / помоћних радника, да напусте град и преселе се у Селеукију. "Таблица из 275. године пре нове ере каже да су становници Вавилона превезени у Селеукију, где су изграђене палата и храм (Есагила)." Стојећи на ушћу реке Тигар у главни канал у Еуфрат, Селеукија је била постављена тако да прима саобраћај са оба велика пловна пута. Током 3. и 2. века пре нове ере, био је један од великих хеленистичких градова, упоредив са Александријом у Египту, и већи од сиријске Антиохије. Ископавања показују да су зидине града обухватале површину од најмање 550 хектара (1.400 јутара). На основу ове величине, процењено је да је број становника био преко 100 000 у почетку, а вероватно и касније. Његова околна регија можда је имала пола милиона становника.
Полибије (5,52фф) користи македонске пелигане за савет у Селеукији, што подразумева македонску колонију, у складу растом његовог значаја за време Селеука I; Паусанија (1,16) бележи да је Селеук ту и насељавао Вавилонце. Археолошки налази подржавају присуство велике популације која није била део грчке културе. Године 141. пре нове ере, Парћани под Митридатиом I освојили су град, а Селеукија је постала западна престоница Партског царства. Тацит је описао његове зидине и споменуо да је то био, чак и под партском влашћу, потпуно хеленистички град. Древни текстови тврде да је град имао 600.000 становника, а да је њиме  управљао сенат  од 300 људи. Очигледно је био један од највећих градова западног света; само Рим, Александрија и вероватно Антиохија били су насељенији.
55. године пре нове ере, битка у близини Селеукије била је пресудна у успостављању династичке сукцесије арсаркидских краљева. У овој бици између владајућих Митридата III (кога је подржала римска војска и Аулије Габиније, гувернер Сирије) и претходно свргнутог Орода II, владајући монарх је поражен, што је Ороду омогућило да се поново постане за краљ. Међутим,41. године пре нове ере, Селеукија је била поприште масакра око 5.000 вавилонских јеврејских избеглица (Josephus, Ant. xviii. 9, § 9).
Године 117. г.н.е, Селеукију је спалио римски цар Трајан током свог освајања Месопотамије, али је следеће године Трајанов наследник Хадријан вратио град Парћанима, а затим је обновљен у партском стилу. Римски војсковођа Авидије Касије га је 165. године  потпуно уништио.

### Сасанидска власт
Преко шездесет година каснује нови персијски цар Ардашир I саградио је преко реке нови град, Вех Ардашир. Дуго се веровало да се овај нови град налазио у Селеукији, али су италијанска ископавања показала да је свежа грађевина одвојена од Селеукије и Ктесифона. У Месопотамији су постојале активне хришћанске цркве од 1. века па на даље, а у 3. или 4. веку Селеукија је постала важно средиште.
Након едикта о толеранцији персијског сасанског краља Јездигерда I, који је за сада окончао прогон хршћана, који је трајао 70 година, преостали хришћани су кренули у реорганизацију и јачање цркве.
Сабор у Селеукија-Ктесифону (Синод Мар Исака) састао се 410. г. под управом Мар Исака, епископа Селеукија-Ктесифона. Најважнија одлука Синода која је имала врло далекосежан утицај на живот цркве а била је проглашавање епископа Селекција-Ктесифона за архиепископа Цркве Истока; и као признање за ту узвишеност му је додељена титула „Католикос“. Синод је потврдио Мар Исака као католикоса и архиепископа целог Оријента. Синод је такође изјавио да се придржава одлуке Никејског сабора и придружио се Никејском симболу вере. Канони Синода не остављају никакву сумњу у ауторитет великог митрополита, католикоса Селеукије-Ктесифона. Без његовог одобрења ниједан избор епископ не би био валидан.
Пред крај владавине Јездигерда I, хришћани су поново прогоњени 420. године н.е. Дадиешу је изабран за католикоса 421 г.н.е, а сам је претрпио током прогона и био је затворен. Када је пуштен на слободу, повукао се са трона и напустио Селеукију, али црква је одбила да прихвати његово повлачење и уследио је синод Дадешуа који се састао 424. године у Маркабати Арапској под председништвом Мар Дадиешуа. Показао се као један од најзначајнијих од свих персијских синода. Први Исаков синод 410. г. одлучио је да католикос Селеукија Ктесифона буде врховни међу епископима на Истоку. Синод о Дадешу одлучио је да католикос треба да буде једини поглавар источне цркве и да се над њим не сме признати никакав црквени ауторитет. Први синод је назвао католикоса патријархом донео је одлуку да је њихов католикос одговоран само Богу. То је имало требало да оствари неки ефекат  како би се сасанска држава уверила да персијски хришћани нису били под утицајем римског непријатеља.
Град је на крају избледио у нејасноћи и прогутао га је пустињски песак, вероватно напуштен након што је Тигар померио свој правац.

## Археологија
Локалитет Селеукија поново је откривен 1920-их од стране археолога који су тражили Опис.
Почевши 1927., професори Универзитета у Мичигену Лерој Ватерман (1927–1932) и Кларк Хопкинс (1936–1937) надзирали су ископавања Музеја археологије Келсеј у име Америчке школе за оријентално истраживање Багдада средствима која је обезбедио Музеј Толеда за уметност и Музеј уметности из Кливленда.

 Од 1964. до 1968., а затим између 1985. и 1989., на том локалитету ископавања су вршиле италијанске мисије са Универзитета у Торину, које су организовали Антонио Инверниззи и Ђиорђио Ђулини. Пронашли су архивску зграду Селеукида са око 30.000 отисака печата, све у потпуно грчком стилу.

У спољном зиду из партског периода, поново је коришћена цигла која датирана жигом из 821. године пре нове ере,израђене током ново-асирског доба.
Чини се да је за јавне зграде уградила грчку и месопотамијску архитектуру. Налази су показали велику не-грчку популацију.